# أبو إبراهيم الهاشمي القرشي
أبو إبراهيم الهاشمي القرشي أو محمد سعيد عبد الرحمن المولى أو أمير محمّد عبد الرحمن المولى الصلبي أو الحاج عبد الله، (أكتوبر 1976 - 3 فبراير 2022) هو الخليفة الثاني لتنظيم الدولة الإسلامية (داعش)، بويع بعد مقتل أبي بكر البغدادي في 27 أكتوبر 2019، وأعلن عن اختياره بواسطة «مجلس شورى الدولة الإسلامية» في 31 أكتوبر 2019. جاء الإعلان عن خلافته في تسجيل صوتي للمتحدث الرسمي الجديد باسم التنظيم أبي حمزة القرشيّ مطالبا عموم المسلمين لمبايعة الخليفة الجديد للتنظيم، نشر التسجيل مؤسسة الفرقان للإنتاج الإعلامي. عرضت الولايات المتحدة مكافأة تصل إلى 10 ملايين دولار، لمن يدلي بأي معلومات عنهُ وذلك قبل مقتله في 3 فبراير 2022.
لا يُعرف عنه الكثير، فقد يكون قياديًا معروفًا في التنظيم لكن غيرت كنيته بعد توليه إمارة التنظيم، ويرجح البعض أنه نفسه القيادي الحاج عبد الله، وبحسب لقبه فإنه يُنسب إلى قريش، كما ذُكر في التسجيل الصوتي الخاص بإعلان بيعته أنه مقاتل قديم في صفوف التنظيم، بالإضافة إلى تمتعه بالعلوم الشرعية، والخبرة العسكرية.
تخرج في جامعة الموصل وكانت لهُ اليد الطولى في الحملة ضد اليزيديين في العراق في عام 2014.

## ولادته ولقبه
ولد أبو إبراهيم محمد سعيد في مدينة الموصل مركز محافظة نينوى في شهر أكتوبر (تشرين الأول) 1976 ميلاديًا، وقيل[من؟] أنه ولد في تلعفر حسب مصادر أخرى[بحاجة لمصدر]، ويستعمل أبو إبراهيم المولى أسماء أخرى مثل أبو عمر التركماني، وأمير محمد سعيد الصلبي.
تذكر بعض المصادر أنه يتحدّر من الأقليّة التركمانية في العراق، وهذا يجعله واحداً من القادة غير العرب القلائل في التنظيم.

## مقتله

### الرواية الأمريكية
نفذت مروحيات أمريكية من طراز أباتشي إنزالًا جويًا في محيط بلدة أطمة شمالي إدلب بالتزامن مع تحليق مكثف لطائرات استطلاع مذخرة ومسيرة عن بعد في سماء المنطقة منتصف ليلة الأربعاء وحاصرت قوات الإنزال منزلاً ونادت عبر مكبرات الصوت مطالبة المستهدفين بتسليم أنفسهم مع تهديدات بتدمير المنزل، ثم بدأت بالاشتباك مع الموجودين داخل المنزل المحاصر واستمرت الاشتباكات لمدة ساعتين من الزمن وتعرضت إحدى الطائرات المهاجمة لعطل ميكانيكي أثناء تنفيذ العملية وقامت القوات الأمريكية بتفجيرها عبر غارات جوية من طائرات مسيرة وعثر الأهالي على حطامها في ناحية جنديرس قرب عفرين، وغادرت قوات الإنزال المنطقة المستهدفة، ووصلت فرق من الدفاع المدني السوري إلى المنزل المستهدف وأخلت الجثث الموجودة فيه والتي بلغ عددها 13 بينها جثث نساء وأطفال وأنقذت طفلة واحدة فقط كانت قد أصيبت بجروح، أعلن الرئيس الأمريكي جو بايدن، الخميس 3 فبراير 2022، تنفيذ القوات العسكرية الأمريكية عملية خاصة ليلة الأربعاء 2 فبراير 2022 في شمال غربي سوريا توّجت بتصفية زعيم تنظيم الدولة «داعش» أبو إبراهيم الهاشمي القرشي حيث فجّر نفسه أثناء تعرضه للهجوم عبر حزام ناسف كان يرتديه. وفي بيان لتنظيم الدولة الإسلامية في 10 مارس 2022.

### رواية التنظيم
لم ينفي التنظيم الرواية الأمريكية أو يؤكدها. لكن المتحدث الجديد، أبو عمر المهاجر، قال في تسجيل صوتي أن آخر معركة شارك فيها أبو إبراهيم القرشي كانت معركة سجن غويران بمدينة الحسكة في شمال شرق سوريا وفيها قُتل.

## خلفه
أعلن التنظيم لاحقًا عن تعيين أبو الحسن الهاشمي القرشي خلفاً له في قيادة التنظيم في منصب الخليفة، وعن أبو عمر المهاجر خلفاً لأبي حمزة القرشي كمتحدث رسمي.